# Mein Kampf (Drama)
Mein Kampf ist ein in Form einer Groteske im Jahr 1987 inszeniertes Theaterstück von George Tabori, das die (relativ frühen) „Wiener Jahre“ Adolf Hitlers als Bewohner eines Männerwohnheims in der Hauptstadt Österreich-Ungarns vor dem Ersten Weltkrieg zum Thema hat (historisch angesiedelt etwa zwischen 1907 und 1913). In Taboris Stück wird die Entwicklung Hitlers vom erfolglosen und unbedarften Aspiranten eines Kunststudiums zum antisemitischen Demagogen und späteren despotisch herrschenden Diktator in einer zugespitzt-sarkastischen Weise interpretiert.
Tabori führte Regie bei der Uraufführung des Stückes am 5. Mai 1987 im Akademietheater des Wiener Burgtheaters. Er spielte außerdem in der Uraufführung die Rolle des Koches Lobkowitz. Das in englischer Sprache geschriebene Stück wurde von Ursula Grützmacher-Tabori ins Deutsche übersetzt.

## Handlung
Das Stück spielt 1910 in einem Männerasyl in der Wiener Blutgasse. Der junge, untalentierte Zeichner Adolf Hitler kommt nach Wien, um Kunst zu studieren. Er trifft auf die Juden Schlomo Herzl und den Koch Lobkowitz. Herzl und Hitler freunden sich an. Der kluge Buchhändler Schlomo Herzl arbeitet an einem Roman mit dem Arbeitstitel Mein Kampf. Als Hitler vom Aufnahmegremium der Wiener Kunstakademie abgelehnt wird, tröstet ihn Herzl. Hitler erfährt zum ersten Mal in seinem Leben so etwas wie Zuneigung. Herzls Fürsorge für den traurigen Mann, der geweint hat, geht so weit, dass er ihn zu einer neuen Karriere führt – mit fatalen Folgen für die Weltgeschichte. Der Jude bereitet Hitler auf ein Leben als Politiker vor und überlässt ihm sogar den Titel seines Romans für dessen politische Schrift. Schließlich verwandelt Herzl ihn auch äußerlich in den Adolf Hitler, den die Geschichtsschreibung kennt.

## Theater
- Uraufführung: 5. Mai 1987 – 10. Dezember 1989, Akademietheater – Schlomo Herzl – Ignaz Kirchner, Lobkowitz – George Tabori/Hugo Lindinger, Hitler – Günter Einbrodt, Regie: George Tabori
- Deutsche Erstaufführung: offiziell[1] 1988, Theater Dortmund – Schlomo Herzl – Claus Dieter Clausnitzer, Lobkowitz – Günther Hüttmann, Hitler – Wolfgang Packhäuser, Regie: Guido Huonder
- 1989 Borchert-Theater (Münster), Shlomo Herzl – Christian Lugerth, Adolf Hitler – Thomas Witte, Regie: Wolfgang Rommerskirchen
- 2. März 1990, Maxim-Gorki-Theater (Berlin) – Schlomo Herzl – Klaus Manchen, Lobkowitz – Albert Hetterle, Hitler – Götz Schubert, Regie: Thomas Langhoff. Als Fernsehfassung am 15. Oktober 1991 im ZDF gezeigt.
- 1997: Studiobühne Köln, Hitler – Mario Ramos, Regie: D. Yazdkhasti
- 1998, Januar: Theaterzelt „Das Schloss“ (München) – Schlomo Herzl – Gunnar Petersen, Lobkowitz – Joseph Hannesschläger, Regie Hans Fleischmann
- 24. September 2002 – 19. April 2003, Männerwohnheim Meldemannstraße – Schlomo Herzl – Alexander Waechter, Lobkowitz – Nicola Filippelli, Hitler – Michael Smulik, Nestroy-Theaterpreis als beste Off-Produktion 2003.
- 29. Mai 2008, Theater in der Josefstadt – Schlomo Herzl – Karl Markovics, Lobkowitz – Fritz Muliar, Hitler – Florian Teichtmeister
- seit 2010, Theater der Jungen Welt, Leipzig
- Juni 2012, Brauhauskeller Bremen
- April/Mai 2018, Theater Konstanz in einer Inszenierung des Kabarettisten Serdar Somuncu.[2]
- November/Dezember 2019, Volkstheater München[3]; Staatsschauspiel Dresden[4]
- 9. Oktober 2020, Burgtheater – Schlomo Herzl – Markus Hering, Lobkowitz – Oliver Nägele, Hitler – Marcel Heuperman, Gretchen – Hanna Hilsdorf, Frau Tod – Sylvie Rohrer, Himmlisch – Rainer Galke[5]

## Audio
Das Werk wurde 2002 vom Wagenbach-Verlag als Hörspiel herausgebracht. Der Autor George Tabori ist auf der Audio-CD in der Sprecherrolle des Schlomo Herzl zu hören. ISBN 3-8031-4068-4

## Film
Ein Film frei nach dem Theaterstück wurde 2008 mit Tom Schilling als jungem Hitler, Götz George als Schlomo Herzl und Bernd Birkhahn als Lobkowitz unter der Regie des Schweizers Urs Odermatt von Schiwago Film, Dor Film und Hugofilm produziert. Der Film kam am 26. März 2011 in die deutschen Kinos, fiel jedoch bei der deutschsprachigen Kritik weitestgehend durch.